# Henri Schlitz
Henri Schlitz,  né le 15 janvier 1930 à Forêt et mort le 10 décembre 2002  à Liège, est un homme politique belge francophone et membre du Parti socialiste (PS).
Licencié en sciences sociales, il fut administrateur de l'université de Liège.
Échevin d'Angleur avant la fusion des communes, il devient bourgmestre de Liège en cours de législature, après la démission de Edouard Close en 1990.  
Henri Schlitz est le père de cinq enfants[réf. nécessaire] et le grand-père de Sarah Schlitz.

## Mandats
- Conseiller communal d'Angleur (1959-1976)
- Échevin d'Angleur (1965-1976)
- Sénateur provincial de Liège (1976-1977)
- Membre du Conseil régional wallon provisoire (1976-1977)
- Conseiller communal de Liège (1977-1994)
- Échevin de Liège (1977-1991)
- Bourgmestre de Liège (1991-1994)

## Hommage
Depuis 2011, la cour du château Nagelmackers à Angleur (Liège) porte son nom. Une plaque commémorative se trouve à l'entrée de cette cour.